# Saurauia reinwardtiana
Saurauia reinwardtiana är en tvåhjärtbladig växtart som beskrevs av Carl Ludwig von Blume. Saurauia reinwardtiana ingår i släktet Saurauia och familjen Actinidiaceae. Inga underarter finns listade i Catalogue of Life.